# Unterried (Heimenkirch)
Unterried (westallgäuerisch: Undərriəd, is Ried nie) ist ein Gemeindeteil der Marktgemeinde Heimenkirch im bayerisch-schwäbischen Landkreis Lindau (Bodensee).

## Geographie
Der Weiler liegt circa 1,5 Kilometer nördlich des Hauptorts Heimenkirch und zählt zur Region Westallgäu.

## Ortsname
Der Ortsname stammt vom mittelhochdeutschen Wort riet, das Ried, Sumpfgebiet oder ausgereuteter Grund (Rodung) bedeuten kann. Somit bedeutet der Ortsname (Siedlung im/beim) Ried, Sumpfgebiet oder Rodesiedlung. Der Präfix Unter- dient zur Unterscheidung zum höher gelegenen Oberried.

## Geschichte
Ried wurde erstmals urkundlich um das Jahr 1290 als uffin Rieth in Zinsbüchern des Klosters Mehrerau erwähnt. Die Bezeichnung Unterried ist vermutlich erstmals 1300 mit Nider Rieth nachweisbar. In Unterried wurde ein Burgstall erwähnt, bei dem es sich vermutlich um eine Fliehburg handelte. 1769 fand die Vereinödung des Orts mit fünf Teilnehmern statt. Der Ort gehörte einst zum Gericht Simmerberg in der Herrschaft Bregenz.